# رضا علیزاده
رضا علیزاده (زادهٔ ۱۳۴۷ در ورزقان) نمایندهٔ حوزهٔ انتخابیهٔ ورزقان در دورهٔ هشتم، دهم و دوازدهم مجلس شورای اسلامی است.